# 第61师团 (日本陆军)
第61师团（第61師団）是大日本帝國陸軍师团之一。

## 沿革
1943年3月，以独立第61步兵团为基础在東京編成。編成後接替从南京转战缅甸战線的第15师团的任務移师南京。负责南京至蕪湖地区的警备任务。
师团編成之初没有配备所属炮兵队，1945年（昭和20年）2月改编成师团迫撃砲隊。
其后移师上海，防备盟軍登陆，同时负责当地的治安警备任务，以此状态迎来终战。
投降後，曾協助維修沪杭公路。

## 师团概要

### 歴代师团長
- 田中勤 中将：1943年3月18日 -

### 最終司令部構成
- 参謀長：山下哲夫大佐
  - 参謀：永田忠正中佐
- 高級副官：赤堀篤中佐
- 経理部長：福永定治郎主計大佐

### 最終所属部隊
- 步兵第101联队（東京）：野村懋大佐
- 步兵第149联队（甲府）：岡村誠之大佐
- 步兵第157联队（佐倉）：赤松貞雄大佐
- 第61师团迫撃砲隊：杉山重太郎少佐
- 第61师团通信隊：松原常雄少佐
- 第61师团工兵隊：清水達男大尉
- 第61师团輜重隊：小川福次郎少佐
- 第61师团野战医院：高尾利弘大尉
- 第61师团病馬廠：小林芳治大尉